# Santiago Freixa

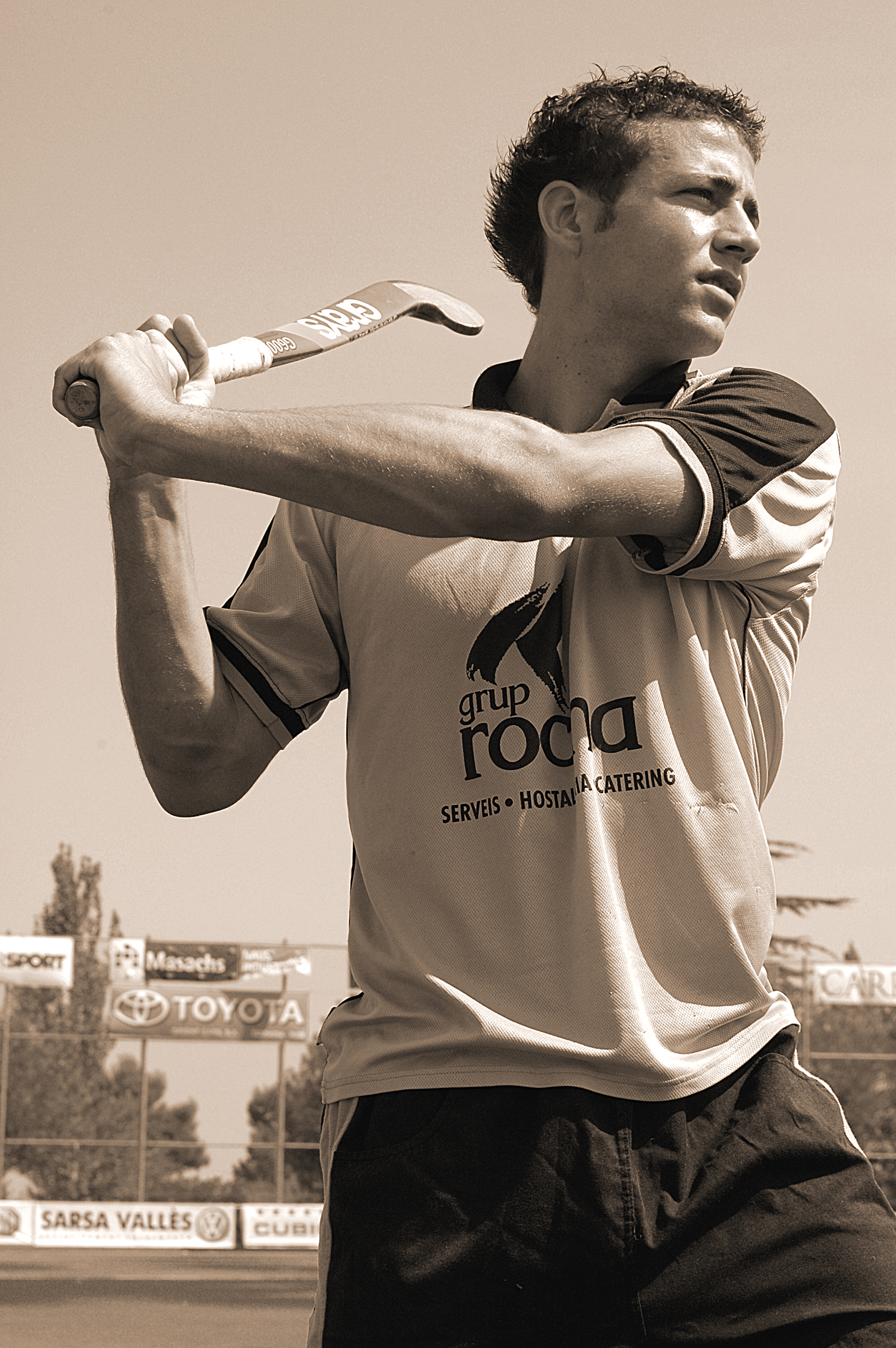
Santiago Freixa (2005)

Santiago „Santi“ Freixa Escudé (* 13. Februar 1983 in Terrassa) ist ein ehemaliger spanischer Hockeyspieler. Er belegte bei den Olympischen Spielen 2008 mit der spanischen Nationalmannschaft den zweiten Platz und war 2006 Weltmeisterschaftsdritter. Bei Europameisterschaften gewann er den Titel 2005 und erhielt die Silbermedaille 2003 sowie 2007.

## Karriere
Der 1,81 m große Mittelstürmer debütierte 2000 in der spanischen Nationalmannschaft. 2003 fand die Europameisterschaft in Barcelona statt. In der Vorrunde belegten die Spanier den zweiten Platz hinter der deutschen Mannschaft, wobei sie im direkten Vergleich mit 2:3 unterlagen. Nach dem Halbfinalsieg über die niederländische Auswahl mit 5:2 trafen die Spanier im Finale erneut auf die deutsche Mannschaft und verloren mit 4:5 im Siebenmeterschießen. 2004 bei den Olympischen Spielen in Athen gewannen die Spanier ihre Vorrundengruppe vor den Deutschen.  Nach einer 3:6-Niederlage gegen die australische Mannschaft im Halbfinale trafen die Spanier im Spiel um den dritten Platz wieder auf die Deutschen und unterlagen 3:4 nach Sudden Death in der Nachspielzeit durch ein Tor von Björn Michel. Freixa hatte in der regulären Spielzeit einen Treffer aus einer Strafecke erzielt.
2005 bei der Europameisterschaft in Leipzig trafen die Spanier im Halbfinale auf die deutsche Mannschaft und gewannen 3:2, im Finale bezwangen sie die Niederländer mit 4:2. Im Jahr darauf fand auch die Weltmeisterschaft 2006 in Deutschland statt und zwar in Mönchengladbach. Die Spanier belegten in der Vorrunde den zweiten Platz hinter den Australiern. Im Halbfinale unterlagen sie den Deutschen nach Siebenmeterschießen, gewannen aber die Bronzemedaille durch ein 3:2 gegen die südkoreanische Mannschaft. 2007 bei der Europameisterschaft in Manchester bezwangen die Spanier im Halbfinale die deutsche Mannschaft nach Verlängerung und Penaltyschießen. Im Finale unterlagen sie den Niederländern mit 2:3. Bei den Olympischen Spielen 2008 unterlagen die Spanier in der Vorrunde den Deutschen mit 0:1, belegten aber den ersten Platz ihrer Vorrundengruppe. Im Halbfinale besiegten die Spanier die Australier mit 3:2. Im Finale trafen sie wieder auf das deutsche Team und verloren mit 0:1.
Bei der Europameisterschaft 2009 in Amstelveen gewannen die Spanier ihre Vorrundengruppe. Nach einer 2:1-Niederlage im Halbfinale gegen die deutsche Mannschaft verloren die Spanier das Spiel um die Bronzemedaille mit 1:6 gegen die Niederländer. 2010 belegte Freixa mit der spanischen Mannschaft den fünften Platz bei der Weltmeisterschaft in Neu-Delhi. Bei seiner dritten Olympiateilnahme 2012 in London erreichten die Spanier den sechsten Platz, wobei Santiago Freixa nur im ersten Spiel dabei war. 2014 bestritt Freixa bei der Weltmeisterschaft in Den Haag sein letztes großes Turnier, die Spanier belegten den achten Platz. Nach 193 Länderspielen mit 126 Torerfolgen beendete Freixa dann seine Karriere in der Nationalmannschaft.
Auf Vereinsebene war Santiago Freixa zunächst bei Atlètic Terrassa aus seiner Heimatstadt, mit dem er in den Jahren 2004 bis 2006 den spanischen Meistertitel gewann. Danach wechselte er in die Niederlande zum Amsterdamsche Hockey & Bandy Club, wo er mit einer Unterbrechung 2011/12 (bei Atlètic Terrassa) bis zum Ende seiner aktiven Laufbahn tätig war. 2011 war Freixa mit Amsterdam niederländischer Meister. Nach dem Ende seiner aktiven Laufbahn war er als Trainer in den Niederlanden tätig.
Santiago Freixa ist ein Neffe von Xavier Escudé und ein Cousin von Jaime Amat Durán, die 1996 die olympische Silbermedaille im Hockey gewannen.